# Nichifor Crainic
Nichifor Crainic, romunski pisatelj, filozof, pesnik, teolog in pedagog, * 22. december 1889, † 20. avgust 1972.